# Bend of the River
Bend of the River és una pel·lícula estatunidenca d'Anthony Mann estrenada el 1952.

## Argument
Una caravana s'endinsa per les muntanyes d'Oregon a l'Oest estatunidenc per colonitzar territoris verges, cultivar terres i construir-hi una ciutat. Glyn McLyntock l'escorta, és un guia perfecte, a la vegada professional i atent.

## Comentari
Western una mica oblidat malgrat els noms d'Anthony Mann i James Stewart als crèdits, la pel·lícula il·lustra perfectament el western segons Mann, on els herois són personatges complexos, la història dels quals implica taques o zones d'ombra, però a la cerca de redempció (vegeu igualment L'home de l'oest amb Gary Cooper). Al marge de les situacions gairebé mítiques de Howard Hawks a Rio Bravo o John Ford a My Darling Clementine, els recorreguts i les situacions dels herois de Mann són complexos, i l'ineludible conflicte inherent al western es deu tant a antagonismes de persones com a conflictes interiors.

## Repartiment
- James Stewart: Glyn McLyntock
- Arthur Kennedy: Emerson Cole
- Rock Hudson: Trey Wilson
- Julie Adams: Laura Baile
- Lori Nelson: Marjie Baile
- Jay C. Flippen: Jeremy Baile
- Howard Petrie: Tom Hendricks
- Chubby Johnson: Capità Mello
- Jack Lambert: Red
- Harry Morgan: Curty
- Royal Dano: Long Tom
- Stepin Fetchit: Adam